# Suvereto
Suvereto är en ort och kommun i provinsen Livorno i regionen Toscana i Italien. Kommunen hade 3 062 invånare (2018).